# Possessione
Die Possessione, auch Possesione, war ein italienisches Flächen- und Feldmaß. Das kleinere Maß Pio schwankte je Region. 
- 1 Possessione = (35 bis) 40 Pois = 16.000 Quadrat-Cavazzi[1] etwa 1139,3868 Ar bis 1302,1575 Ar[2]
  - Beispiel Brescia: 1 Pio = 100 Tavole/Quadrat-Passi = 32,5569 Ar[3]